# صبير قاسي
صبير قاسي (الاسم العلمي:Opuntia robusta) هو نوع من النباتات يتبع جنس الصبير من الفصيلة الصبارية.